# Lockheed P-80 Shooting Star
Il Lockheed P-80 (dal 1948 denominato F-80) è stato il primo caccia con motore a reazione statunitense ad entrare in servizio effettivo e il primo a dichiarare una vittoria in uno scontro tra aerei a reazione.
Dall'F-80 venne sviluppato l'aereo da addestramento T-33 Shooting Star, inizialmente denominato TF-80C, che è rimasto nella storia come il più diffuso addestratore a getto tra quelli realizzati in Occidente.

## Storia del progetto
L'XP-80 era un aereo a impostazione convenzionale con cellula tutta in metallo, carrello d'atterraggio triciclo e ala bassa e sottile. Il P-80 fu il primo caccia a turbogetto operativo ad avere il motore integrato nella fusoliera, una configurazione in precedenza proposta solo dai dimostratori Heinkel He 178, Campini-Caproni C.C.2 e Gloster E.28/39, mentre gli altri jet della prima generazione avevano in genere due motori montati in gondole esterne facilmente accessibili, alla luce della scarsa affidabilità e necessità di frequenti manutenzioni. Con l'avvento di nuovi motori a getto più potenti e di maggiore durata, il montaggio in fusoliera divenne più efficace e sarebbe stato usato nella grande maggioranza dei successivi modelli di aereo da caccia.

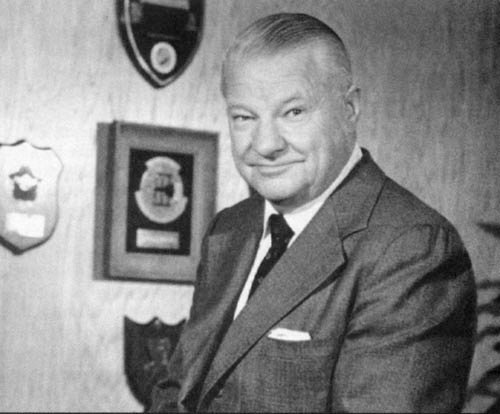
Clarence Johnson nel 1975 circa.

Le fasi iniziali per la progettazione dell'XP-80 iniziarono nel 1943 con gli studi mirati a realizzare una struttura di aereo incentrata sui disegni del turbogetto britannico de Havilland H-1 B Goblin, un motore inizialmente non fisicamente disponibile ai progettisti. Il team della Lockheed incaricato, era costituito da 28 ingegneri aeronautici che avrebbero costituito il gruppo di lavoro noto come Skunk Works, con a capo il famoso progettista Clarence L. "Kelly" Johnson. Il gruppo avrebbe ideato per la Lockheed nei decenni successivi alla seconda guerra mondiale, una linea di aerei ad alte prestazioni, tra cui l'F-104 Starfighter, l'SR-71 e altri.
Una accelerazione per lo sviluppo del P-80 venne dalla scoperta da parte dello spionaggio degli Alleati dell'aereo a getto tedesco Me 262 nella primavera del 1943. Il comandante dell'U.S. Army Air Forces, il generale Henry H. Arnold, riteneva che si poteva sviluppare una struttura intorno al motore a getto britannico e la Lockheed venne incaricata del progetto. Con i tedeschi chiaramente in vantaggio nello sviluppo, la Lockheed venne posta sotto pressione per sviluppare un jet dalle prestazioni comparabili nel più breve tempo possibile. Kelly Johnson presentò una sua proposta a metà di giugno e promise che il prototipo sarebbe stato pronto per le prime prove in 180 giorni. Il gruppo degli Skunk Works, costruì la struttura iniziando dal 26 giugno 1943 in 143 giorni, consegnandola al Muroc Army Airfield il 16 novembre. Quando il motore Goblin venne montato nella fusoliera, un oggetto estraneo venne ingerito durante la prima accensione (foreign object damage) e il motore si distrusse, rimandando il primo volo fino alla consegna del secondo motore.
Il primo prototipo (44-83020), soprannominato Lulu-Belle (e anche noto come "the Green Hornet", il calabrone verde, a causa della sua colorazione), volò la prima volta l'8 gennaio 1944 con il pilota collaudatore della Lockheed Tony LeVier ai comandi, e il motore Halford H1 di rimpiazzo al primo e preso dal prototipo del caccia britannico de Havilland Vampire. Dopo il primo volo, Johnson dichiarò, "È stata una dimostrazione magnifica, in nostro aereo è stato un successo - un successo tale da superare il vantaggio temporaneo che i tedeschi hanno raggiunto dopo anni di sviluppo degli aerei a getto".

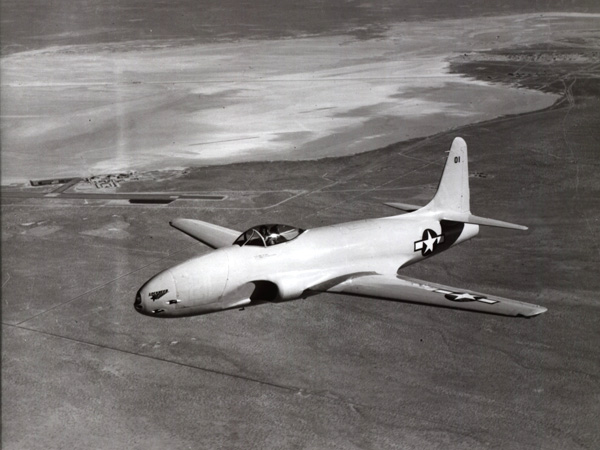
XP-80A 44-83021 Gray Ghost in volo.

Il secondo e terzo prototipo (44-83021 e 44-83022), designati XP-80A, furono progettati per utilizzare il più grande General Electric I-40 (una variante migliorata del motore Rolls-Royce Derwent, in seguito prodotta dalla Allison con il nome J33). L'aereo con la matricola 44-83021 fu soprannominato "Gray Ghost", spettro grigio, a causa della verniciatura grigio perla, mentre il secondo XP-80A, fu lasciato privo di colorazione per comparare le prestazioni e divenne quindi noto come "Silver Ghost" - "spettro argento". Il primo volo della nuova variante non suscitò una favorevole impressione, ma la maggior parte dei problemi evidenziati, vennero velocemente individuati e corretti nel corso del programma di prove. Inizialmente, i P-80A motorizzati con il motore I-40 non furono accolti positivamente. Il capo dei piloti collaudatori della Lockheed, Milo Burcham, commentò che un aereo che lo aveva ben impressionato (la versione con il motore Halford) era ora diventata un "brocco" (dog - cane, nell'originale inglese). Gli XP-80A erano però principalmente dei prototipi per le prove di integrazione di motori più grandi e per la messa a punto delle prese d'aria anteriori e, conseguentemente, erano più grandi del 25% e più pesanti dell'XP-80 originale.
Il programma di prove del P-80 si rivelò molto pericoloso. Burcham rimase ucciso il 20 ottobre 1944 mentre volava con il terzo YP-80A costruito, il 44-83025. Il "Gray Ghost" fu distrutto durante prove in volo il 20 marzo 1945. Il pilota Tony LeVier si salvò. Appena promosso capo dei piloti collaudatori dopo la morte di Burcham, LeVier si lanciò fuori dall'aereo quando si ruppe una delle palette del motore a turbina, causando danni strutturali in volo alla coda dell'aereo. LeVier atterrò duramente e si ruppe la schiena, ma ritornò alle attività di prova dopo sei mesi di cure. Un altro incidente che funestò le campagne di prova dell'aereo, avvenne quando il celebre asso statunitense, il maggiore Richard Bong rimase anch'egli ucciso in un volo di accettazione di un P-80 di produzione il 6 agosto 1945. Entrambi Burcham e Bong perirono a causa di un guasto alla pompa principale del combustibile. La morte di Burcham fu il risultato di un errore nel briefing prevolo, nel quale non fu informato della installazione di una nuova pompa di emergenza, ma l'indagine sull'incidente di Bong evidenziò che apparentemente il pilota aveva dimenticato di accendere la pompa combustibile d'emergenza che gli avrebbe permesso di prevenire l'incidente. Si lanciò fuori dall'aereo quando questo aveva assunto un assetto in volo rovesciato, ed era troppo vicino al suolo per consentire al paracadute di aprirsi.

## Versioni

### P-80/F-80

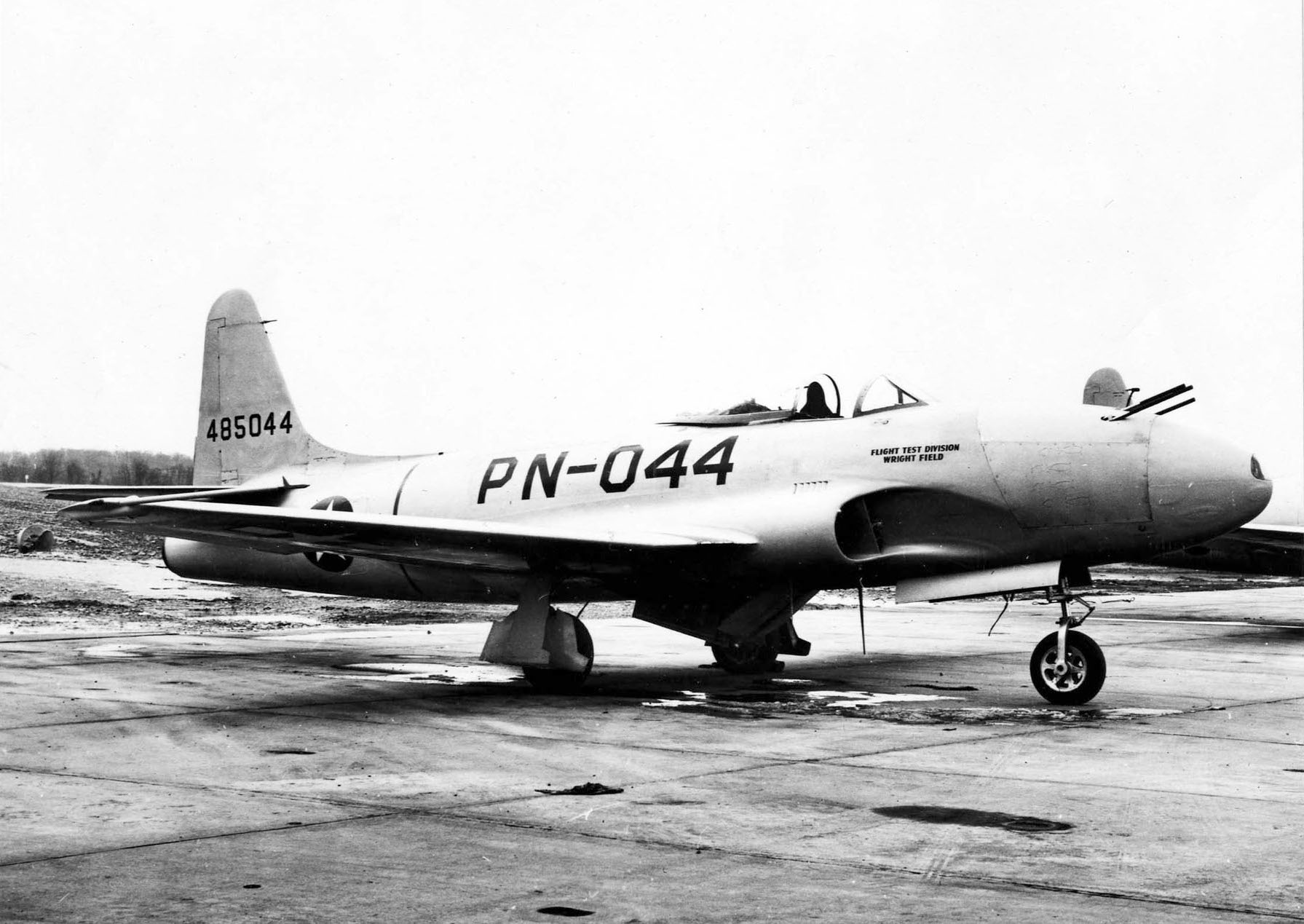
F-80A di prova(s/n 44-85044) con mitragliatrici binate da 12.7 mm a montaggio obliquo, simili alle tedesche Schräge Musik della seconda guerra mondiale, nel corso di prove per verificare le tecniche di attacco ai bombardieri sovietici da posizione inferiore.

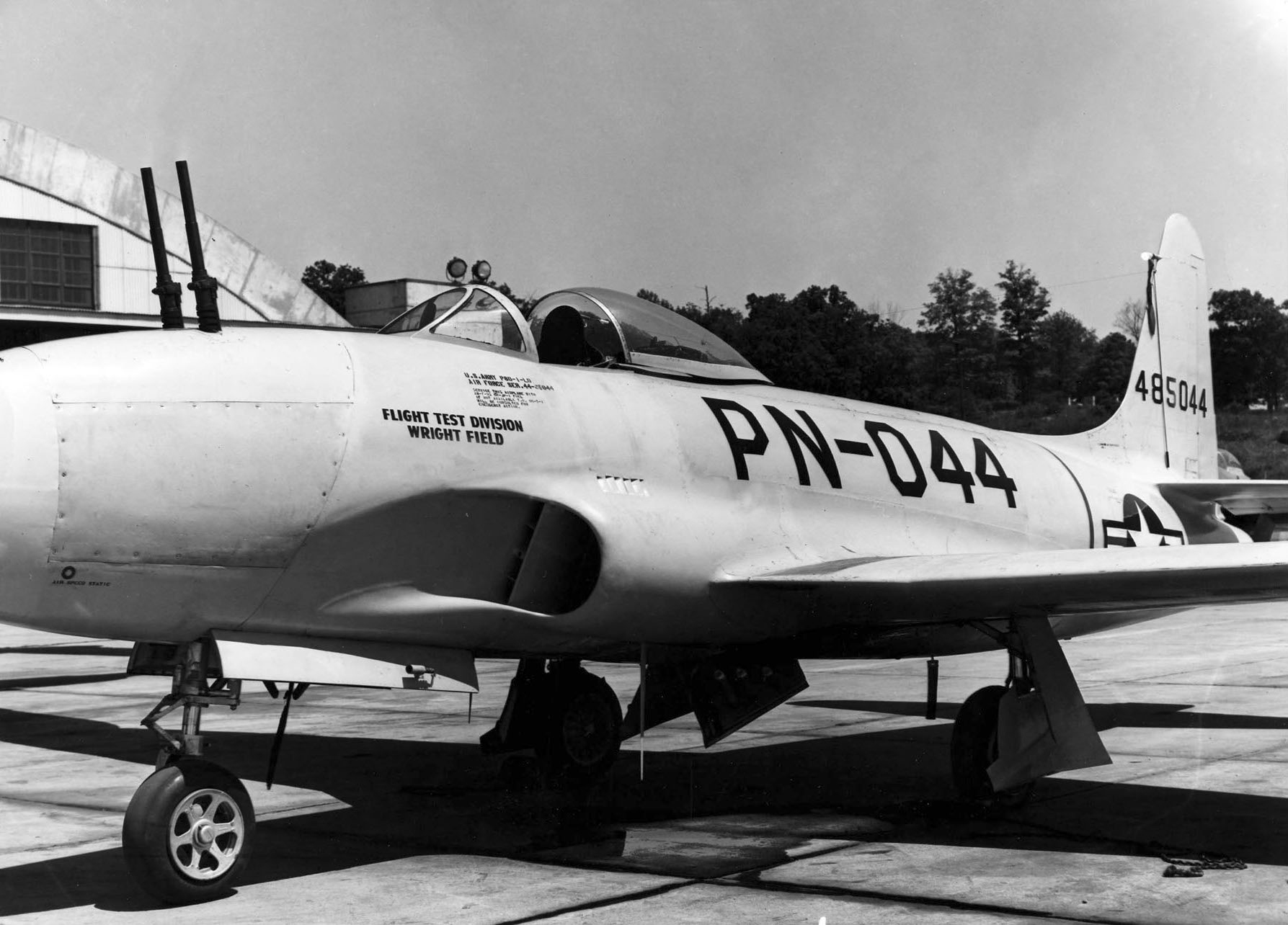
F-80 con le armi Schräge Musik a elevazione massima.

1714 aerei di produzione furono consegnati all'USAF. In seguito vennero convertiti e ridesignati in molteplici varianti, pur mantenendo lo stesso numero di matricola.

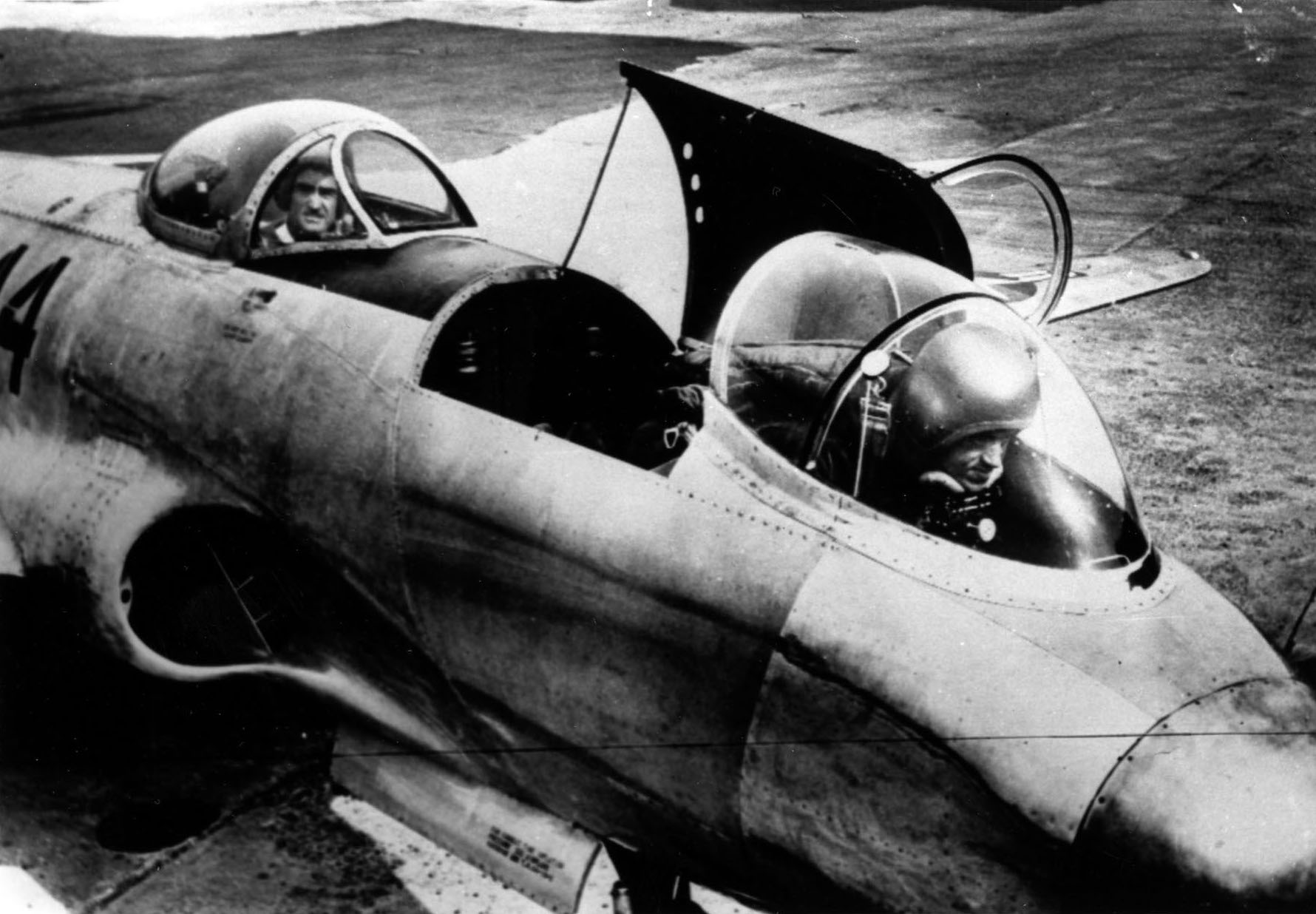
EF-80, versione per le prove con pilota in posizione prona.

XP-80prototipo. Un solo esemplare costruito.
XP-80Aseconda variante di prototipi, due costruiti.
YP-80A12 aerei di pre-produzione.
XF-14prototipo per ricognizione fotografica. Un esemplare costruito (44-83024), a partire da un modello YP-80A ordinato. Perso in volo a causa della collisione con l'aereo B-25 Mitchell che lo seguiva, il 6 dicembre 1944.
P-80Acostruiti 344 block 1-LO; 180 block 5-LO. Gli aerei block 5 e tutti i successivi Shooting Stars sarebbero rimasti con colorazione metallica. Il modello montava serbatoi da 625 l) alle estremità alari.
F-80Adesignazione USAF del P-80A.
EF-80modificato per prove di volo con il pilota in posizione prona.
F-14Anumero sconosciuto di conversioni di P-80A, tutti ridesignati FP-80A.
XFP-80AP-80A 44-85201 modificato con naso incernierato per ospitare apparati fotografici.
FP-80A152 block 15-LO; versione operativa da ricognizione fotografica.
RF-80Adesignazione USAF dell'FP-80A. 66 F-80A operativi modificati allo standard RF-80A.
ERF-80AP-80A 44-85042 modificato con un profilo del muso diverso.
XP-80BP-80A riconfigurato con motore J-33 migliorato. Un solo esemplare costruito come prototipo del P-80B.
P-80B209 block 1-LO; 31 block 5-LO; primo modello a venire equipaggiato con seggiolino eiettabile (retrofittato come -As)
F-80Bdesignazione USAF del P-80B.
XP-80Rmodifica dell'XP-80B come aereo da corsa (race in inglese).
P-80C162 block 1-LO; 75 block 5-LO; 561 block 10-LO
F-80Cdesignazione USAF del P-80; 128 F-80A modificati in F-80C-11-LO equipaggiati con motore J-33-A-35 e installazione del seggiolino eiettabile; installati serbatoi da 985 l alle estremità alari. Versione maggiormente prodotta del P-80.
RF-80Cversione migliorata da ricognizione fotografica. 70 aerei modificati a partire da F-80A e F-80C, più 6 RF-80A modificati in RF-80C e RF-80C-11.
DF-80Adesignazione data a un certo numero di F-80A convertiti in aerei guida per UAV.
QF-80A/QF-80C/QF-80Fmodelli prodotti dalla Sperry Gyroscope convertendo alcuni F-80 in bersagli teleguidati nel corso del Progetto Bad Boy. Q-8 era il nome inizialmente proposto per i QF-80.
TP-80Cprima designazione dei prototipi TF-80C da addestramento.
TF-80Cprototipo del T-33 (48-0356).
TO-1variante per la U.S. Navy dell'F-80C. 49 aerei block 1-LO e 1 block 5-LO trasferiti alla USN nel 1949. 16 inizialmente assegnati all'U.S. Marine Corps.

## Impiego operativo

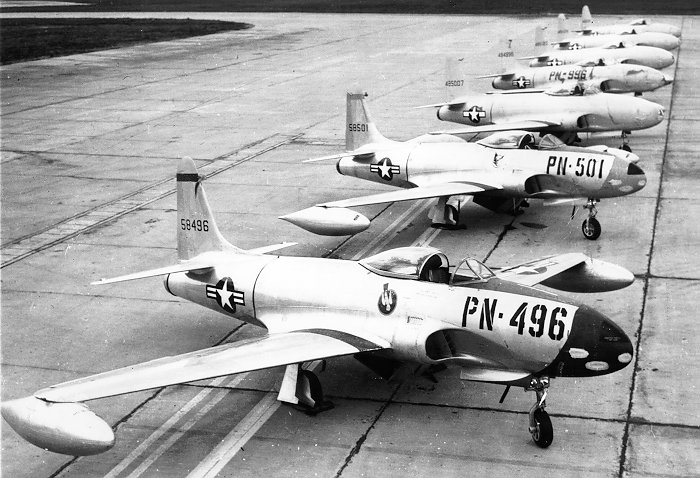
P-80 schierati alla base aerea di Langley

Lo Shooting Star venne usato in Corea, operando dal Giappone, poi anche nella penisola e ottenendo inizialmente buoni risultati. Il cacciabombardiere abbatté 4 Il-10 in una delle sue prime azioni belliche. Verso la fine del 1950, arrivò in campo il MiG-15, che surclassava nettamente il caccia americano. Benché R. Brown rivendicò - e gli venne ufficialmente riconosciuto - l'abbattimento di uno di essi al primo incontro, l'F-80 non riusciva a difendersi a sufficienza, tanto meno a eseguire le missioni di scorta. Il caccia statunitense venne sostituito dal North American F-86 Sabre nei compiti di superiorità aerea, ma continuò a lungo nella carriera di cacciabombardiere, dando un buon contributo agli eventi bellici.
L'F-80 non fu più assegnato a compiti di prima linea, e venne radiato dal servizio entro la fine del decennio. Era un aereo limitato dalla sua struttura aerodinamica, con l'ala dritta, anche se di tipo avanzato, che limitava le sue prestazioni complessive.
Anche se la carriera operativa dell'F-80 era finita, il suo derivato biposto da addestramento T-33A si dimostrava assai promettente, e sarebbe diventato uno dei più diffusi addestratori del mondo.